# Rally de Montecarlo de 2001
El Rally de Montecarlo de 2001 fue la edición 69.ª y la primera ronda de la temporada 2001 del Campeonato Mundial de Rally. Se celebró del 18 al 21 de enero y contó con un itinerario de quince tramos disputados sobre asfalto y nieve que sumaban un total de 373.06 km cronometrados.
El vencedor fue Tommi Makinen que logró su tercera victoria consecutiva en la prueba a bordo de un Mitsubishi Lancer Evo VI. Su rival más serio fue Colin McRae que llegó a lidera la prueba hasta que en el tramo doce abandonó por avería mecánica en su Ford Focus WRC. Segundo y tercero fueron los compañeros de equipo de McRae, Carlos Sainz y François Delecour.

## Itinerario y ganadores
| Día            | Tramo | Hora  | Nombre         | Distancia | Ganador           | Tiempo    | Vel. media | Líder rally       |
| -------------- | ----- | ----- | -------------- | --------- | ----------------- | --------- | ---------- | ----------------- |
| Día 1 (19 ene) | 1     | 10:03 | Roquesteron 1  | 22,89 km  | Toni Gardemeister | 20:48,9   | 65,98 km/u | Toni Gardemeister |
| Día 1 (19 ene) | 2     | 10:46 | Saint-Pierre 1 | 30,34 km  | Hermann Gassner   | 25:38,5   | 70,99 km/u | Didier Auriol     |
| Día 1 (19 ene) | 3     | 13:19 | Roquesteron 2  | 22,89 km  | François Delecour | 18:32,7   | 74,06 km/u | Didier Auriol     |
| Día 1 (19 ene) | 4     | 14:02 | Saint-Pierre 2 | 30,34 km  | Colin McRae       | 22:10,4   | 82,10 km/u | Colin McRae       |
| Día 1 (19 ene) | 5     | 17:03 | Comps 1        | 20,53 km  | Tommi Mäkinen     | 13:45,4   | 89,54 km/u | Colin McRae       |
| Día 1 (19 ene) | 6     | 18:09 | Clumanc 1      | 14,75 km  | Carlos Sainz      | 10:32,5   | 83,95 km/u | Colin McRae       |
|                |       |       |                |           |                   |           |            | Colin McRae       |
| Día 2 (20 ene) | 7     | 9:53  | Turriers       | 24,12 km  | Tommi Mäkinen     | 17:31,1   | 82,61 km/u | Colin McRae       |
| Día 2 (20 ene) | 8     | 11:06 | Sisteron 1     | 36,69 km  | Tommi Mäkinen     | 26:02,3   | 84,54 km/u | Colin McRae       |
| Día 2 (20 ene) | 9     | 13:34 | Clumanc 2      | 14,75 km  | François Delecour | 10:25,1   | 84,54 km/u | Tommi Mäkinen     |
| Día 2 (20 ene) | 10    | 15:07 | Comps 2        | 20,53 km  | Cancelado         | Cancelado | Cancelado  | Tommi Mäkinen     |
| Día 2 (20 ene) | 11    | 18:00 | Sisteron 2     | 36,69 km  | Colin McRae       | 26:22,1   | 83,49 km/u | Colin McRae       |
|                |       |       |                |           |                   |           |            | Colin McRae       |
| Día 3 (21 ene) | 12    | 9:08  | Sospel 1       | 32,72 km  | Freddy Loix       | 28:19,0   | 69,33 km/u | Tommi Mäkinen     |
| Día 3 (21 ene) | 13    | 10:03 | Loda 1         | 16,55 km  | Tommi Mäkinen     | 14:57,6   | 66,38 km/u | Tommi Mäkinen     |
| Día 3 (21 ene) | 14    | 12:28 | Sospel 2       | 32,72 km  | François Delecour | 26:24,6   | 74,34 km/u | Tommi Mäkinen     |
| Día 3 (21 ene) | 15    | 13:23 | Loda 2         | 16,55 km  | Carlos Sainz      | 14:09,5   | 70,14 km/u | Tommi Mäkinen     |

## Clasificación final
| Pos. | N.º | Piloto            | Copiloto           | Automóvil                    | Tiempo    | Diferencia | Puntos |
| WRC  | WRC | WRC               | WRC                | WRC                          | WRC       | WRC        | WRC    |
| ---- | --- | ----------------- | ------------------ | ---------------------------- | --------- | ---------- | ------ |
| 1.   | 7   | Tommi Mäkinen     | Risto Mannisenmäki | Mitsubishi Lancer Evo 6.5    | 4:38.04,3 | 0.00       | 10     |
| 2.   | 3   | Carlos Sainz      | Luis Moya          | Ford Focus RS WRC 01         | 4:39.05,1 | + 1.00,8   | 6      |
| 3.   | 16  | François Delecour | Daniel Grataloup   | Ford Focus RS WRC 01         | 4:40.09,6 | + 2.05,3   | 4      |
| 4.   | 11  | Armin Schwarz     | Manfred Hiemer     | Škoda Octavia WRC Evo 2      | 4:40.30,3 | + 2.26,0   | 3      |
| 5.   | 19  | Toni Gardemeister | Paavo Lukander     | Peugeot 206 WRC              | 4:43.56,4 | + 5.52,1   | 2      |
| 6.   | 8   | Freddy Loix       | Sven Smeets        | Mitsubishi Carisma GT Evo VI | 4:44.30,2 | + 6.25,9   | 1      |
| 7.   | 10  | Alister McRae     | David Senior       | Hyundai Accent WRC           | 4:47.08,2 | + 9.04,0   |        |
| 8.   | 12  | Bruno Thiry       | Stéphane Prévot    | Škoda Octavia WRC Evo 2      | 4:51.59,3 | + 13.55,0  |        |
| 9.   | 44  | Olivier Gillet    | Freddy Delorme     | Mitsubishi Lancer Evo VI     | 4:54.28,2 | + 16.23,9  |        |
| 10.  | 23  | Manfred Stohl     | Ilka Minor         | Mitsubishi Lancer Evo VI     | 4:55.54,6 | + 17.50,3  |        |

| Predecesor: -               | WRC 2001            | Sucesor: Suecia 2001     |
| Predecesor: Montecarlo 2000 | Rally de Montecarlo | Sucesor: Montecarlo 2002 |